# 제2대 판첸 라마

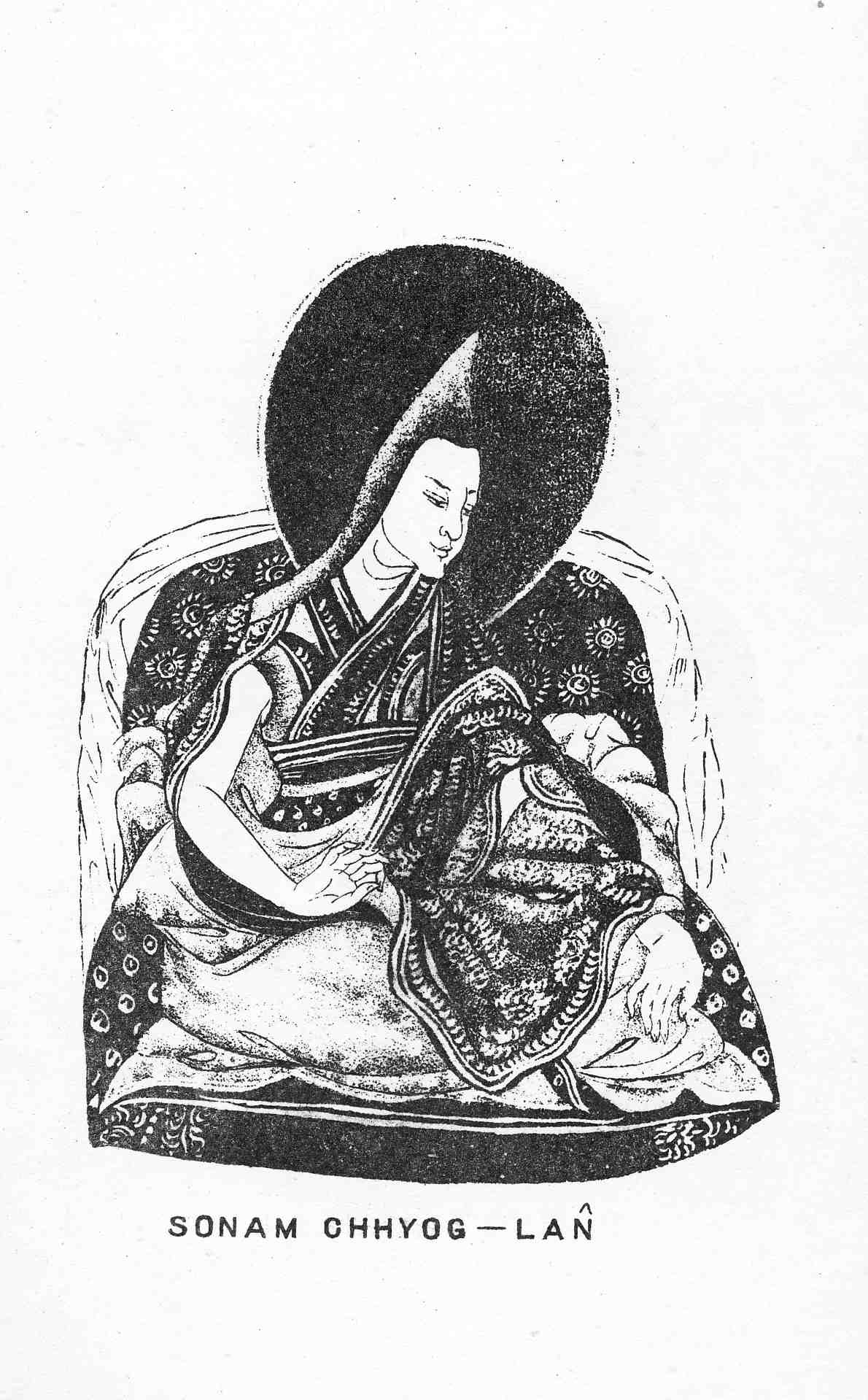
제2대 판첸 라마

쇠남촉랑(1439~1504)는 티베트 불교의 지도자이다. 나중에 제2대 판첸 라마로 추존되었다. 티베트에 겔룩파의 성소를 지은 것으로 유명하다.